# 22847 Утлей
22847 Утлей (22847 Utley) — астероїд головного поясу, відкритий 9 вересня 1999 року.
Тіссеранів параметр щодо Юпітера — 3,448.